# Ardisia angustissima
Ardisia angustissima är en viveväxtart som beskrevs av Ryozo Kanehira och Sumihiko Hatusima.
Ardisia angustissima ingår i släktet Ardisia och familjen viveväxter. Inga underarter finns listade i Catalogue of Life.